# Beverly Kinch
Beverly Kinch (auch Bev Kinch; * 14. Januar 1964 in Ipswich) ist eine ehemalige britische Sprinterin und Weitspringerin.
Bei den Commonwealth Games 1982 gewann sie für England startend Bronze im Weitsprung. 1983 wurde sie bei den Halleneuropameisterschaften in Budapest Vierte über 60 Meter, gewann bei der Universiade Gold über 100 Meter und wurde bei den Weltmeisterschaften 1983 in Helsinki Fünfte im Weitsprung. 1984 siegte sie bei den Halleneuropameisterschaften in Göteborg über 60 Meter.
1986 wurde sie bei den Halleneuropameisterschaften in Madrid erneut Vierte über 60 Meter. Bei den Olympischen Spielen 1988 in Seoul erreichte sie mit der britischen Mannschaft in der 4-mal-100-Meter-Staffel das Halbfinale.
1990 kam sie bei den Europameisterschaften in Split über 100 Meter ins Halbfinale und gewann mit dem britischen Quartett Bronze in der 4-mal-100-Meter-Staffel.
Bei den Weltmeisterschaften 1991 in Tokio schied sie über 100 Meter ebenso im Halbfinale aus wie zwei Jahre später bei den Weltmeisterschaften in Stuttgart, wo sie in der 4-mal-100-Meter-Staffel mit der britischen Mannschaft den achten Platz belegte.
1993 wurde sie AAA-Meisterin über 100 Meter. In der Halle holte sie sechsmal den AAA-Titel über 60 Meter (1983, 1984, 1986, 1987, 1990, 1994) und einmal im Weitsprung (1982).

## Persönliche Bestleistungen
- 60 m (Halle): 7,13 s, 23. Februar 1986, Madrid
- 100 m: 11,29 s, 6. Juli 1990, Edinburgh
- 200 m: 23,57 s, 13. Juni 1993, London
- Weitsprung: 6,90 m, 14. August 1983, Helsinki
  - Halle: 6,24 m, 10. Februar 1982, Cosford